# Strandżewo
Strandżewo (bułg. Странджево) – wieś w Bułgarii, w obwodzie Kyrdżali, w gminie Krumowgrad. W 2024 roku liczyła 634 mieszkańców.